# Elezioni europee del 2009 in Finlandia
Le elezioni europee del 2009 in Finlandia si sono tenute il 7 giugno.

## Risultati
| Liste  | Liste                                      | Gruppo    | Voti      | %     | Seggi |
| ------ | ------------------------------------------ | --------- | --------- | ----- | ----- |
|        | Partito di Coalizione Nazionale (Kok)      | PPE       | 386.416   | 23,21 | 3     |
|        | Partito di Centro Finlandese (KESK)        | ALDE      | 316.798   | 19,03 | 3     |
|        | Partito Socialdemocratico Finlandese (SDP) | S&D       | 292.051   | 17,54 | 2     |
|        | Lega Verde (VIHR)                          | Verdi/ALE | 206.439   | 12,40 | 2     |
|        | Veri Finlandesi (PS)                       | EFD       | 162.930   | 9,79  | 1     |
|        | Partito Popolare Svedese (SFP)             | ALDE      | 101.453   | 6,09  | 1     |
|        | Alleanza di Sinistra (V)                   | -         | 98.690    | 5,93  | -     |
|        | Democratici Cristiani Finlandesi (KD)      | PPE       | 69.458    | 4,17  | 1     |
|        | Partito Comunista Finlandese               | -         | 8.089     | 0,49  | -     |
|        | Altri                                      | -         | 22.507    | 1,35  | -     |
| Totale | Totale                                     | Totale    | 1.664.831 |       | 13    |